# Fábio Gonçalves
Fábio Gonçalves, meglio noto come Fabinho (Cruzeiro, 19 novembre 1986), è un calciatore brasiliano, centrocampista del Retrô.

## Caratteristiche tecniche
È un mediano.

## Palmarès

### Club

#### Competizioni statali
- Campionato Potiguar: 2

América-RN: 2012, 2014
- Campionato Gaúcho: 1

Internacional: 2016
- Campionato Pernambucano: 2

Sport Recife: 2023, 2024

#### Competizioni regionali
- Copa do Nordeste: 1

Ceará: 2020